# Middle East College of Information Technology
Das Middle East College of Information Technology ist ein privates College in Oman.
Es liegt in der sog. Knowledge Oasis in der Nähe der Sultan-Qabus-Universität.

## Geschichte
Das College wurde im Juli 2001 von Dr. Abdullah Saif Al Sabahy und Lefeer Muhamed Marakkarackayil gegründet. Seinen Studienbetrieb nahm es mit dem akademischen Jahr 2002/03 auf. Im Jahr 2004 waren insgesamt 1104 Studierende eingeschrieben.

## Kooperationen
Das College unterhält eine Kooperation mit der indischen Manipal University, die früher unter dem Namen Manipal Academy for Higher Education bekannt war.

## Studiengänge
Derzeit werden in folgenden drei Fakultäten verschiedene Studiengänge angeboten
Department of Computing (Fakultät für Informatik)
Vierjährige Bachelor-Studiengänge
Data Communication and Systems Administration mit dem Abschluss BEng (Hons)
Wireless Networks mit dem Abschluss BEng (Hons)
Software Technology mit dem Abschluss BSc (Hons)
Internet Technology mit dem Abschluss BSc (Hons)
Database Management Systems mit dem Abschluss BSc (Hons)
Medical Data Processing mit dem Abschluss BSc (Hons)
Computer Science  mit dem Abschluss BSc (Hons)
Zusätzlich wird ein zweijähriger Diplomakurs angeboten
Computing and Information Systems mit dem Abschluss BS -DCSA
Department of Electronics
Vierjähriger Bachelor-Studiengang in Electronics and Telecommunication mit dem Abschluss BEng (Hons)
Department of Design Technology
Vierjährige Bachelor-Studiengänge in
Games Technology mit dem Abschluss BSc (Hons)
Fashion Design and Technology mit dem Abschluss BSc (Hons)
Multimedia Technology mit dem Abschluss BSc

## Studiengebühren
Die Studiengebührenliegen bei R.O. 2000 pro Jahr für Vollzeitstudiengänge und R.O. 1250 pro Jahr für Teilzeitstudiengänge.